# ابن الإفليلي
أبو القاسم إبراهيم بن محمد الزُّهري (شوال 352 هـ/963 م-13 ذو القعدة 441 هـ/1050 م) المعروف بابن الإفليلي عالم نحوي ولغوي أندلسي.

## سيرته
ولد أبو القاسم إبراهيم بن محمد بن زكرياء بن مفرج بن يحيى بن زياد بن عبد اللّه بن خالد بن سعد بن أبي وقاص الزهري القرشي في شوال 352 هـ في قرطبة، ويرجع نسبه للصحابي سعد بن أبي وقاص. ونسبته ابن الأفليلي إلى قرية من قرى الشام تدعى «أَفْلِيلاء» نزل بها أجداده ونُسبوا لها.
درس ابن الإفليلي على يد أبيه وأبي عيسى الليثي وأبي محمد القلعي وأبي زكريا بن عائذ وأبي عمر بن أبي الحباب وأبي بكر الزبيدي وأبي القاسم أحمد بن أبي أبان بن سعيد وغيرهم. وكان شديد الحفظ للأشعار واللغة، وله علم بالتاريخ. وقد قرأ ابن الإفليلي على أبي بكر الزبيدي، وروى عنه كتاب الأمالي لأبي علي القالي. اهتم ابن الإفليلي بكتب غريب اللغة كالغريب المصنف والألفاظ وغيرهما، له كتاب في شرح معاني شعر المتنبي. وقال عنه ابن حيان القرطبي: «فريد أهل زمانه بقرطبة في علم اللسان العربي والضبط لغريب اللغة في ألفاظ الأشعار الجاهلية والإسلامية.».
اتُّهم ابن الإفليلي في دينه أيام الخليفة هشام المؤيد بالله، فسجن لفترة ثم أطلق. وقد ولاه الخليفة محمد المستكفي بالله الوزارة في عهده. وقد توفي ابن الإفليلي في 13 ذي القعدة 441 هـ، وصلّى عليه أبو الوليد بن جهور.